# Katedra św. Szczepana w Litomierzycach
Katedra św. Szczepana w Litomierzycach (czeski: Katedrála svatého Štěpána) – rzymskokatolicka katedra, znajdująca się w Litomierzycach, w północnych Czechach, na wzgórzu Dómskim (Dómský pahorek). Siedziba biskupa litomierzyckiego.

## Historia
W 1057 roku książę Czech Spitygniew II ufundował na wzgórzu Dómskim kapitułę z bazyliką w stylu romańskim, przebudowaną następnie w duchu gotyku. Na potrzeby założonej w 1655 roku diecezji, dawną świątynię przebudowano na siedzibę biskupa z barokowym, trójnawowym kościołem katedralnym św. Stefana w latach 1664-1668. Świątynia połączona jest z wieżą (wybudowaną w latach 1711-1720) za pomocą wiszącej arkady naśladującej włoskie dzwonnice.